# Ryan Kelley
Ne doit pas être confondu avec Ryan Kelly.
Pour les articles homonymes, voir Kelley.
Ryan Jonathan Kelley est un acteur américain né le 31 août 1986 à Glen Ellyn, dans l'Illinois (États-Unis). Il est surtout connu en France pour ses rôles de Ryan James dans Smallville, de l'adjoint Jordan Parrish dans la série Teen Wolf et de Clyde dans Mean Creek.

## Biographie
Ryan Kelley est né le 31 août 1986 à Glen Ellyn, dans l'Illinois (États-Unis).
Il est le cinquième d'une famille de quinze enfants (neuf de ses frères et sœurs sont des enfants adoptés), dans une famille luthérienne de la banlieue de Chicago. Il  mesure 1,83 mètre (6').
Son métier d'acteur était tellement prenant qu'il a dû être scolarisé à la maison.
Une de ses sœurs, Kristie, a joué à ses côtés dans le film Stolen Summer en 2002.
Il habite depuis l'âge de dix-huit ans à Los Angeles.

## Carrière
Ryan Kelley commence sa carrière dans la publicité dès l'âge de deux ans, il en a tourné depuis plus d'une cinquantaine.
Il tourne son premier film à l'âge de neuf ans au côté de Peter Falk dans Un ménage explosif (Roommates). Puis, il apparaît dans plusieurs séries comme Demain à la une ou Smallville et est à l'affiche de plusieurs films parmi lesquels Mean Creek de Jacob Aaron Estes et Lettres d'Iwo Jima de Clint Eastwood.
En 2009, le téléfilm Bobby, seul contre tous dans lequel il incarne un jeune homosexuel incompris de sa mère (Sigourney Weaver).
Entre 2014 et 2017, il tient le rôle de Jordan Parrish, un shérif adjoint aux pouvoirs surnaturels dans la série Teen Wolf.

## Vie privée
En janvier 2017, il est victime, avec plusieurs célébrités américaines, d'un hacker diffusant sur la toile des photos et des vidéos intimes obtenues frauduleusement.

## Filmographie

### Cinéma

#### Longs métrages
- 1995 : Un ménage explosif (Roommates) de Peter Yates : Mo
- 1999 : Chaming Billy de William R. Pace : Duane à 10 ans
- 2002 : Stolen Summer de Pete Jones : Seamus O'Malley
- 2002 : Stray Dogs de Catherine Crouch : J. Fred Carter
- 2004 : Mean Creek de Jacob Aaron Estes : Clyde
- 2004 : The Dust Factory d'Eric Small : Ryan Flynn
- 2006 : Le Trésor caché de Butch Cassidy (Outlaw Trail: The Treasure of Butch Cassidy) de Ryan Little : Roy
- 2006 : Lettres d'Iwo Jima (Letters from Iwo Jima) de Clint Eastwood : Un marine
- 2007 : Still Green de Jon Artigo : Alan
- 2009 : Bobby, seul contre tous  : Bobby
- 2015 : Act of Honor de Ryan Little : York
- 2016 : Lucifer de Tiffany Castro : Peter Matheson
- 2017 : Dimensions hostiles (Realms) de Daric Gates : Bobby
- 2019 : Badland de Justin Lee : Jasper Mortenson
- 2019 : Like-moi à Noël (A Beauty & the Beast Christmas) de Dylan Vox : Beau Bradley
- 2023 : Teen Wolf, le film de Russell Mulcahy : Député Jordan Parrish

#### Court métrage
- 2021 : Just Another Summer de Ryan Little : Sean

### Télévision

#### Séries télévisées
- 1998 : Demain à la une (Early Editions) : Tom Stone
- 2002 : Smallville : Ryan James
- 2005 : Boston Justice (Boston Legal) : Stuart Milch
- 2008 : Cold Case : Affaires classées (Cold Case) : Curt Fitzpatrick
- 2008 : Terminator : Les Chroniques de Sarah Connor (Terminator: The Sarah Connor Chronicles) : Derek à 15 ans
- 2008 : Women's Murder Club : Charlie Gifford
- 2009 : Ghost Whisperer : Devin Bancroft
- 2009 : New York, unité spéciale (Law & Order: Special Victimes Unit) : Enzo Cooke
- 2013 : Twisted Tales : Buddy
- 2014 - 2017: Teen Wolf : Jordan Parrish
- 2018 : NCIS : Los Angeles : Jesse Smith

#### Téléfilms
- 2009 : Un regard sur le passé (Mending Fences) de Stephen Bridgewater : Chuck Bentley
- 2009 : Ben 10: Alien Swarm d'Alex Winter : Ben Tennyson (voix)
- 2009 : Bobby, seul contre tous (Prayers for Bobby) de Russell Mulcahy : Bobby Griffith
- 2012 : Pour l'honneur de ma fille (Sexting in Suburbia) de John Stimpson : Mark Carey
- 2016 : Dois-je lui dire oui ? (Before You Say I Do) de Kevin Connor :

## Voix françaises
| - Garlan Le Martelot dans : - Teen Wolf (série télévisée) - Teen Wolf: Le Film Et aussi - Maël Davan-Soulas dans Mean Creek - Hervé Grull dans Bobby, seul contre tous - Alexis Tomassian dans Ben 10: Alien Swarm (téléfilm) - Donald Reignoux dans Pour l'honneur de ma fille |

## Distinctions

### Nominations
- 2009 : Online Film & Television Association du meilleur acteur dans un second rôle dans un téléfilm où une mini-série pour Bobby, seul contre tous (Prayers for Bobby) (2009).

### Récompenses
- Film Independent's Spirit Awards 2005 : Lauréat du Prix Spécial de la meilleure interprétation dans un drame pour Mean Creek (2005) partagée avec Rory Culkin, Scott Mechlowicz, Trevor Morgan, Josh Peck et Carly Schroeder.
- 2005 : Ft. Lauderdale International Film Festival de la meilleure distribution dans Still Green (2007) partagée avec Sarah Jones, Douglas Spain, Noah Segan, Paul Costa, Brandon Meyer, Ashleigh Snyder, Michael Strynkowski, Nicole Komendat et Gricel Castineira.